# Shelbourne Hotel
Das Shelbourne Hotel ist ein bekanntes Hotel in einem historischen Gebäude auf der Nordseite von St. Stephen’s Green in Dublin, der Hauptstadt der Republik Irland. Es wird von dem amerikanischen Hotelkonzern Marriott International betrieben und verfügt über insgesamt 265 Zimmer. Nach einer Renovierung von achtzehn Monaten wurde es im März 2007 wieder eröffnet.
John McCurdy gestaltete das Hotel und das Studio von M. M. Barbezet in Paris entwarf die vier externen Statuen, zwei nubische Prinzessinnen und ihre Sklavinnen.

## Geschichte

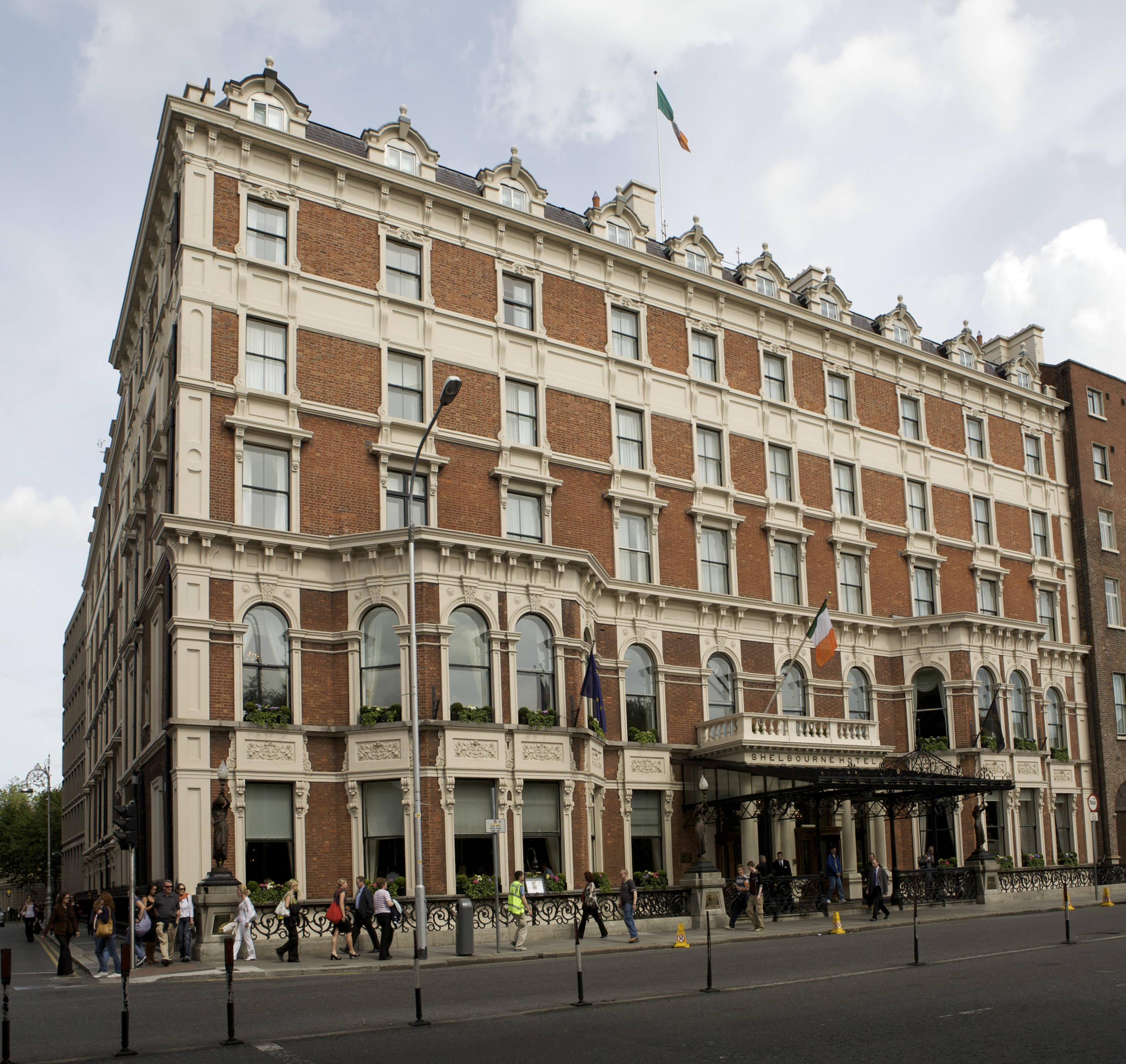
Shelbourne Hotel Dublin (2004)

Das Hotel wurde im Jahr 1824 von Martin Burke, geboren in Tipperary, gegründet, nachdem er drei angrenzende Stadthäuser mit Blick auf Dublins St. Stephens Green erworben hatte. Burke nannte sein neues Hotel The Shelbourne, nach William Petty, 2. Earl of Shelburne.
William Makepeace Thackeray war ein früher Gast des Hotels im Jahr 1842. Er würdigte das Hotel in seinem Irish Sketch-Book (1843).
In den frühen 1900er Jahren arbeitete Alois Hitler Jr., der ältere Halbbruder von Adolf Hitler, während seines Aufenthalts in Dublin in dem Hotel.
Während des Osteraufstands 1916 wurde das Hotel von 40 Angehörigen der britischen Truppen unter Kapitän Andrews besetzt. Ihr Ziel war es, die Irish Citizen Armee und freiwillige Kräfte unter Michael Mallin zurückzuschlagen.
Im Jahr 1922 wurde die irische Verfassung im Raum 112 erarbeitet.
Im November und Dezember 2018 wählte die UEFA das Hotel als Veranstaltungsort, um Clubs und Ländermannschaften in mehreren Turnieren zuzuordnen.

## Kunstbezug
Das Hotel ist Thema in zwei Romanen gewesen; der erste von Elizabeth Bowen (1951) und der zweite The Shelbourne and Its People von Michael O’Sullivan (mit Bernadine O’Neill).
Der Roman Ulysses von James Joyce enthält auch einen Verweis auf das Hotel (U 15,2994).

## Nachweise
1. ↑   paddy-bridget-and-uncle-adolf-meet-the-irish-hitlers-. www. paddy-bridget-and-uncle-adolf-meet-the-irish-hitlers-, abgerufen am 19. September 2019.
2. ↑  Hans Christian Oeser: Dublin ein Reisebegleiter. Frankfurt am Main 2005, S. 84.
3. ↑   paddy-bridget-and-uncle-adolf-meet-the-irish-hitlers-. www. paddy-bridget-and-uncle-adolf-meet-the-irish-hitlers-, abgerufen am 19. September 2019.

Koordinaten: 53° 20′ 20,1″ N, 6° 15′ 21,9″ W